# Tosirips magyarus
Tosirips magyarus es una especie de polilla de la familia Tortricidae. Se encuentra en Rumanía, Bulgaria, Serbia, Eslovenia, Hungría, Italia y en Córcega. También se encuentra en Siria.

## Distribución
La envergadura es de 14–19 mm para machos y 17–21 mm para las hembras. El color de fondo de las alas anteriores es crema ocre con líneas transversales ferruginosas. Las alas traseras son marrones. Los adultos están en vuelo en mayo y junio.

## Alimentación
Las larvas se alimentan de Quercus robur.

## Subespecie
- Tosirips magyarus magyarus (Europa)
- Tosirips magyarus syriacus Razowski, 1987 (Siria)